# Pseudodocumentário
Pseudodocumentário ou falso documentário é um gênero de filmes e programas de televisão onde um documentário é apresentado contendo fatos supostamente reais, mas que são, entretanto, falsos. Um Pseudodocumentário pode englobar filmes de todos os gêneros (como A Bruxa de Blair, por exemplo, que é de terror), mas são mais comuns em paródias e sátiras. Quando são de paródias e sátiras, eles são chamados de Mocumentários.[carece de fontes?]
O fenômeno dos Pseudodocumentários iniciou-se na década de 1980, com o filme “Canibal Holocausto”, do italiano Ruggero Deodato. Filmado na Amazônia, o filme narra a história de um grupo de pesquisadores que pretendiam fazer um documentário sobre tribos indígenas, mas que acabaram mortos, restando deles apenas as fitas do registro de viagem. Na década de 1990, ganhou novo fôlego com “A Bruxa de Blair”, um dos filmes mais lucrativos da recente cinematografia mundial, com um investimento de 100 mil dólares e uma arrecadação de 250 milhões.[carece de fontes?]